# Derra György
Derra György, névváltozat: Dera (Újvidék, 1844. augusztus 14. – Újvidék, 1917. március 18.) tanár, nyelvész.

## Élete
Elszerbesedett cincár értelmiségi családban született. A családi hagyományokból kiindulva a tudományok felé tájékozódott. Az iskoláit Vinkovcin, Pesten és Újvidéken fejezte be, jogot Grazban tanult, jogi doktorátusát pedig Pesten szerezte meg 1867-ben. Még abban az évben megkapta a kinevezését az újvidéki szerb egyházi gimnáziumba, és ott 38 éven át tanított.

## Munkája
Legjelentősebb vállalkozása a magyar-szerb szótár (Újvidék, Pajevits Arzén könyvnyomdája, 1889) és a szerb-magyar szótár (Újvidék, 1894) elkészítése, amelyet Blagoje Brančićtyal, újvidéki tanártársával, Petőfi Sándor, Arany János, Vörösmarty Mihály és Szigligeti Ede fordítójával együtt állítottak össze a Magyar Tudományos Akadémia megbízásából.